# Кубок Уругваю з футболу 2023
Кубок Уругваю з футболу 2023 — 2-й розіграш кубкового футбольного турніру в Уругваї. Титул захистив Дефенсор Спортінг.

## Календар
| Раунд                   | Дата                            | Матчі | Клуби   |
| ----------------------- | ------------------------------- | ----- | ------- |
| Перший попередній раунд | 12-13 серпня 2023               | 3     | 83 → 80 |
| Другий попередній раунд | 21 серпня - 10 вересня 2023     | 24    | 80 → 56 |
| Перший раунд            | 16-22 вересня 2023              | 12    | 56 → 44 |
| Другий раунд            | 12-20 жовтня 2023               | 12    | 44 → 32 |
| 1/16 фіналу             | 27 жовтня - 8 листопада 2023    | 16    | 32 → 16 |
| 1/8 фіналу              | 16 грудня 2023 - 28 лютого 2024 | 8     | 16 → 8  |
| 1/4 фіналу              | 12 лютого - 13 березня 2024     | 4     | 8 → 4   |
| 1/2 фіналу              | 10-17 квітня 2024               | 4     | 4 → 2   |
| Фінал                   | 22 травня 2024                  | 1     | 2 → 1   |

## 1/16 фіналу
| Команда 1                   | Рахунок      | Команда 2                |
| --------------------------- | ------------ | ------------------------ |
| 27 жовтня 2023              |              |                          |
| Сентрал де Сан-Хосе (5)     | 0:0 пен. 3:5 | Депортиво Мальдонадо     |
| 29 жовтня 2023              |              |                          |
| Універсітаріо де Сальто (5) | 1:3          | Бостон Рівер             |
| Лавальєха (Мінас) (5)       | 1:3          | Данубіо                  |
| Прогресо (2)                | 1:1 пен. 0:1 | Монтевідео Сіті Торке    |
| Рампла Хуніорс (2)          | 2:2 пен. 6:7 | Ла Лус                   |
| Альбіон (2)                 | 0:2          | Рівер Плейт (Монтевідео) |
| Спортіво Барракас (5)       | 3:2          | Серро Ларго              |
| Суд Америка (2)             | 0:3          | Пеньяроль                |
| 30 жовтня 2023              |              |                          |
| Такуарембо (2)              | 1:2          | Фенікс                   |
| Потенсія (2)                | 0:4          | Насьйональ (Монтевідео)  |
| Серріто (2)                 | 0:3          | Дефенсор Спортінг        |
| Мірамар Місьйонес (2)       | 0:0 пен. 3:5 | Монтевідео Вондерерз     |
| Орієнталь (2)               | 1:0          | Расинг (Монтевідео)      |
| Уругвай Монтевідео (2)      | 1:2          | Пласа Колонія            |
| 7 листопада 2023            |              |                          |
| Атенас (2)                  | 2:2 пен. 3:4 | Ліверпуль (Монтевідео)   |
| 8 листопада 2023            |              |                          |
| Ферро Карріль (5)           | 0:0 пен. 3:5 | Серро                    |

## 1/8 фіналу
| Команда 1              | Рахунок      | Команда 2                |
| ---------------------- | ------------ | ------------------------ |
| 16 грудня 2023         |              |                          |
| Спортіво Барракас (5)  | 1:1 пен. 5:4 | Орієнталь (2)            |
| 6 лютого 2024          |              |                          |
| Пеньяроль              | 2:0          | Бостон Рівер             |
| Ліверпуль (Монтевідео) | 2:1          | Насьйональ (Монтевідео)  |
| 8 лютого 2024          |              |                          |
| Монтевідео Вондерерз   | 0:4          | Рівер Плейт (Монтевідео) |
| 9 лютого 2024          |              |                          |
| Монтевідео Сіті Торке  | 2:0          | Депортиво Мальдонадо     |
| 20 лютого 2024         |              |                          |
| Ла Лус                 | 0:1          | Данубіо                  |
| 22 лютого 2024         |              |                          |
| Серро                  | 1:1 пен. 3:2 | Фенікс                   |
| 29 лютого 2024         |              |                          |
| Пласа Колонія          | 0:1          | Дефенсор Спортінг        |

## 1/4 фіналу
| Команда 1             | Рахунок      | Команда 2                |
| --------------------- | ------------ | ------------------------ |
| 12 лютого 2024        |              |                          |
| Пеньяроль             | 3:1          | Ліверпуль (Монтевідео)   |
| 6 березня 2024        |              |                          |
| Серро                 | 1:1 пен. 4:5 | Рівер Плейт (Монтевідео) |
| 11 березня 2024       |              |                          |
| Монтевідео Сіті Торке | 8:1          | Спортіво Барракас (5)    |
| 13 березня 2024       |              |                          |
| Дефенсор Спортінг     | 1:0          | Данубіо                  |

## 1/2 фіналу
| Команда 1                | Рахунок | Команда 2             |
| ------------------------ | ------- | --------------------- |
| 10 квітня 2024           |         |                       |
| Рівер Плейт (Монтевідео) | 1:2     | Дефенсор Спортінг     |
| 17 квітня 2024           |         |                       |
| Пеньяроль                | 1:3     | Монтевідео Сіті Торке |

## Фінал
| Команда 1         | Рахунок      | Команда 2             |
| ----------------- | ------------ | --------------------- |
| 22 травня 2024    |              |                       |
| Дефенсор Спортінг | 2:2 пен. 4:2 | Монтевідео Сіті Торке |